# Friends Games
Friends Games (トモダチゲーム, Tomodachi Gēmu), connu également sous le nom de Tomodachi Game, est une série de manga écrite et illustrée par Yuki Sato. Elle est prépubliée au Japon depuis décembre 2013 dans le Bessatsu Shōnen Magazine par Kōdansha.La version française est éditée par Soleil Manga. Une adaptation en série télévisée d'animation produite par le studio Okuruto Noboru est diffusée entre avril et juin 2022 au Japon.

## Synopsis
Yûichi Katagiri est un lycéen de deuxième année faisant partie d'un groupe d'amis, composé de Makoto Shibe, Shiho Sawaragi, Tenji Mikasa et Yutori Kokorogi. Après avoir beaucoup travaillé pour collecter des fonds pour un voyage scolaire, leur professeur annonce que les 2 millions de yens collectés ont été volés. Après les cours, le groupe d'amis se fait kidnapper et ils sont entraînés dans le mystérieux jeu « Tomodachi », animé par une mascotte du nom de Manabu, qui leur annonce que l'un d'entre eux est endetté et qu'ils devront tous participer pour rembourser sa dette. L'amitié des cinq sera mise à l'épreuve...

## Personnages
Yûichi Katagiri (片切友一, Katagiri Yūichi)
Voix japonaise : Chiaki Kobayashi, voix française : Rémi Caillebot,
Tenji Mikasa (美笠天智, Mikasa Tenji)
Voix japonaise : Daiki Hamano (en), voix française : Florent Chako,
Shiho Sawaragi (沢良宜志法, Sawaragi Shiho)
Voix japonaise : Yume Miyamoto (en), voix française : Diane Kristanek,
Makoto Shibe (四部誠, Shibe Makoto)
Voix japonaise : Tomohiro Ōno (ja), voix française : Esteban Oertli,
Yutori Kokorogi (心木ゆとり, Kokorogi Yutori)
Voix japonaise : Satomi Amano (en), voix française : Emilie Marié,
Manabu (マナブくん)
Voix japonaise : Minami Takayama, voix française : Estelle Darazi,
Maria Mizuse (水瀬マリア, Mizuse Maria)
Voix japonaise : Reina Ueda, voix française :  Charlotte Hervieux,
Tsukino (月野)
Voix japonaise : Shizuka Itō, voix française : Agnès Manoury,
Manabu-sensei (マナブ先生)
Voix japonaise : Chafurin, voix française : Christophe Seugnet
Reiko Tamai (玉井レイコ, Tamai Reiko)
Voix japonaise : Nana Mizuki, voix française : Frédérique Marlot
Jūzō Kadokura (門倉十蔵, Kadokura Jūzō)
Voix japonaise : Tetsu Inada, voix française : Arthur Khong
Hyakutarō Onigawara (鬼瓦百太郎, Onigawara Hyakutarō)
Voix japonaise : Kishō Taniyama, voix française : Maxime Hoareau
Chisato Hashiratani (柱谷千聖, Hashiratani Chisato)
Voix japonaise : Tetsuya Kakihara, voix française : Yoann Sover
Kei Shinomiya (紫宮京, Shinomiya Kei)
Voix japonaise : Kensho Ono (en), voix française : Cédric Lemaire
Banri Niwa (丹羽万里, Niwa Banri)
Voix japonaise : Daisuke Ono, voix française : Laurent Gris

## Manga
Friends Games a été imaginé par Mikoto Yamaguchi puis a été scénarisé et dessiné par Yuki Sato. Kōdansha publie la série dans le magazine Bessatsu Shōnen Magazine commençant le 9 décembre 2013 et est toujours en cours de parution. La publication des tomes en format tankōbon a commencé à partir du 9 avril 2014 et 25 volumes sont sortis en mai 2024. Le 26e tome sera le dernier.
La version française est éditée par Soleil Manga à partir du 23 novembre 2016.
| - Arc Jeu de kokkuri (chapitres 1 à 3) - Arc Plateau des médisances (chapitres 4 à 11) - Arc Cache-cache de l'amitié (chapitres 12 à 19) - Arc Pierre-Papier-Ciseau (chapitres 20 à 25) - Arc Tribunal de l'amitié (chapitres 26 à 34) - Arc Prison de l'amitié (chapitres 35 à 47) - Arc Casino de l'amitié (chapitres 48 à 65) - Arc Battle Royale de l'amitié (chapitres 66 à 87) - Arc Final : Le Jeu sans amis (chapitres 88 à 127) |

### Liste des volumes
| no | Japonais         | Japonais                                                                 | Français          | Français          |
| no | Date de sortie   | ISBN                                                                     | Date de sortie    | ISBN              |
| --- | ---------------- | ------------------------------------------------------------------------ | ----------------- | ----------------- |
| 1 | 9 avril 2014     | 978-4-06-395051-9                                                        | 23 novembre 2016  | 978-2-30-205606-0 |
| Personnage en couverture : Yuîchi KatagiriListe des chapitres : - Ch. 1 : Hum ? Tu doutes de tes amis, Yuîchi ? - Ch. 2 : La réponse à cette question est « oui » ! - Ch. 3 : Vous avez fini de causer, depuis le temps ?!? - Ch. 4 : J'ai une petite inquiétude... Résumé : Yûichi Kataguri appartient à un groupe de cinq amis qui s'entendent plus ou moins parfaitement. Mais un jour, l'argent de la classe récolté par son amie Shiho Sawaragi est volé et la situation est tendue ! Quelques jours, le groupe de cinq amis se retrouve à participer au "Friend's Game" afin de rembourser la dette de 20 millions de l'un d'eux. Mais les jeux de l'amitié mettent à l'épreuve l'amitié des lycéens, quitte à la briser, car tout n'est pas rose en réalité...                                 |                  |                                                                          |                   |                   |
| 2 | 9 juillet 2014   | 978-4-06-395119-6                                                        | 22 février 2017   | 978-2-30-205640-4 |
| Personnage en couverture : Yutori KokorogiListe des chapitres : - Ch. 5 : Vous avez sans doute plein de choses à vous dire, n'est-ce pas ? - Ch. 6 : Cette fois, je ne peux pas croire ça... - Ch. 7 : Shibe, tu es sérieux ?!? - Bonus : Tu es sûr que ça va, Ken ? - Histoire courte : C'est pour ça que tu seras toujours un perdant ! Résumé : Le 2e jeu, "Le plateau des médisances" a démarré. Anonymement, les amis peuvent dévoiler des secrets horribles sur leurs camarades. La première médisance est apparue, et la confiance entre les amis se brise peu à peu, pendant que la perspective d'un traître se rapproche de plus en plus... |                  |                                                                          |                   |                   |
| 3 | 9 décembre 2014  | 978-4-06-395255-1                                                        | 24 mai 2017       | 978-2-30-205982-5 |
| Personnage en couverture : Tenji MikasaListe des chapitres : - Ch. 8 : Tu es plutôt bête Yûichi, non ? - Ch. 9 : Voici la dernière médisance !" - Ch. 10 : C'est un peu rapide, mais le jeu s'arrête ici ! - Ch. 11 : Désolé, je ne peux pas être ami avec un criminel... - Ch. 12 : Tu vas me rembourser 20 millions de yens de ta vie... Résumé : "Le plateau des médisances" continue et le traître du groupe est prêt à détruire peu à peu les amitiés collectives pour atteindre son but ! La confiance mutuelle est brisée, et tout semble aller au plus mal, lorsque Yûichi révèle qu'il connaît l'identité du traître... |                  |                                                                          |                   |                   |
| 4 | 9 avril 2015     | 978-4-06-395364-0                                                        | 23 août 2017      | 978-2-30-206405-8 |
| Personnage en couverture : Shiho SawaragiListe des chapitres : - Ch. 13 : La dette du groupe C est de 10 800 000 yens ! - Ch. 14 : Attendre, attendre, attendre... C'est ça, le "cache-cache de l'amitié" ! - Ch. 15 : C'est "celui qui cherche" qui doit apporter à manger à "celui qui se cache" ! - Ch. 16 : Grouille-toi de retourner ta veste ! - Ch. 17 : Ca commence à devenir marrant ! Résumé : Le 2e jeu est terminé ! Yûichi et Tenji plonge dans les profondeurs du prochain jeu, et celui-ci en profite pour raconter à Yûichi tout ce qu'il sait sur le Tomodachi Game et l'un des membres de leur groupe d'amis... Peu après, le 3e jeu, le "cache-cache de l'amitié", démarre et oppose le groupe de Yûichi à un groupe de cinq amis qui semblent eux aussi particulièrement soudés ! |                  |                                                                          |                   |                   |
| 5 | 9 septembre 2015 | 978-4-06-395474-6                                                        | 22 novembre 2017  | 978-2-30-206487-4 |
| Personnage en couverture : Makoto ShibeListe des chapitres : - Ch. 18 : C'est vrai, c'est de la violence. - Ch. 19 : 3e jeu, terminé ! - Ch. 20 : Bon, on publie les résultats ? - Ch. 21 : "Interdiction d'en parler" et "Inutile de fuir", compris ? - Ch. 22 : C'est vrai que tu ne tiens à rien ? Résumé : Le groupe de Yûichi est proche de la victoire ! Celui-ci a réussi à rapporter de la nourriture à Tenji Mikasa, et il est bien décidé à se servir de la troisième membre de leur groupe, qui n'est autre que Maria déguisée, pour détruire le groupe adverse et gagner le 3e jeu ! Mais alors que Yûichi pense avoir gagné, le véritable génie du groupe adverse apparaît pour le mettre en échec !                                                                                     |                  |                                                                          |                   |                   |
| 6 | 9 février 2016   | 978-4-06-395593-4                                                        | 21 février 2018   | 978-2-30-206488-1 |
| Personnage en couverture : Maria MisuzeListe des chapitres : - Ch. 23 : Séance spéciale du jeu de l'amitié, "la loi du plus faible" ! - Ch. 24 : C'était vraiment la loi du plus faible ! - Ch. 25 : Papier, papier, papier... - Ch. 26 : Vous pouvez refuser ce jeu ! - Ch. 27 : Vous êtes amis, non ? Résumé : A peine Yûichi et Tenji sont de retour en ville qu'ils apprennent que les membres du "Friend's Game" ont kidnappé Kokorogi pour attirer Yûichi dans une séance bonus du jeu de l'amitié : "La loi du plus faible !" Ce jeu est juste une séance de torture dans laquelle Yutori a le choix entre souffrir ou sacrifier Yûichi... Mais tout ne se passe pas comme prévu pour "Manabu" !                                                                                               |                  |                                                                          |                   |                   |
| 7 | 8 juillet 2016   | 978-4-06-395703-7                                                        | 23 mai 2018       | 978-2-30-206489-8 |
| Personnage en couverture : ??? TsukinoListe des chapitres : - Ch. 28 : Tu avais quelles relations, avec Shibe ? - Ch. 29 : Voyons voir ça... - Ch. 30 : Tu te moques du tribunal ? - Ch. 31 : Vu sa tête, c'est fichu... - Ch. 32 : L'amour ou l'argent ? Résumé : Yûichi, gravement blessé, laisse ses deux amis Tenji et Yutori assister au 4e jeu, le "tribunal de l'amitié". Leur but est tout simplement de défendre leur ami Makoto Shibe, accusé de parricide et d'agression sexuelle sur Shiho ! Le jury qu'ils doivent convaincre n'est autre que leurs compagnons de classe, et alors que les deux amis se démènent pour défendre Shibe, les méfaits de celui-ci remontent et une question les taraude : "Shibe en vaut-il la peine ?"                                                      |                  |                                                                          |                   |                   |
| 8 | 9 décembre 2016  | 978-4-06-395834-8                                                        | 22 août 2018      | 978-2-30-207136-0 |
| Personnage en couverture : Kei ShinomiyaListe des chapitres : - Ch. 33 : Cette fois, la vie de Shibe s'arrête ici... - Ch. 34 : En fait, j'ai menti... - Ch. 35 : Essayer de tisser de bonnes relations ! - Ch. 36 : C'est le résultat qui compte. C'est ça, le "monde adulte" ! - Ch. 37 : J'ai une nouvelle qui va vous réjouir ! Résumé : Tenji échoue à convaincre leurs camarades de classe, et ne parvient pas à récupérer les 1 960 000 yens qui auraient innocenté Shibe... Ce dernier est déclaré coupable, plongeant les deux garçons dans une incompréhension totale ! C'est lorsqu'ils se retrouvent au fond du gouffre que "l'autre" débarque ! Le "tribunal de l'amitié" prend alors une tournure inédite !                                                                             |                  |                                                                          |                   |                   |
| 9 | 9 mai 2017       | 978-4-06-395946-8                                                        | 23 janvier 2019   | 978-2-30-207256-5 |
| Personnage en couverture : KurokiListe des chapitres : - Ch. 38 : Faites vos calculs... Et nouez de bonnes relations ! - Ch. 39 : Celui qui tire les ficelles est ailleurs ? - Ch. 40 : Tu connais le jeu du Loup-Garou ? - Ch. 41 : Alors il faut le virer... - Ch. 42 : Si j'avais su... Résumé : Le jeu de la "prison de l'amitié" commence, ils doivent maintenant aligner 120 000 dominos ! Les "dénonciations", "bannissements", et "fuites" sèment le doute parmi les participants. Le premier expulsé est d'ailleurs très vite désigné ! |                  |                                                                          |                   |                   |
| 10 | 6 octobre 2017   | 978-4-06-510240-4 (édition standard) 978-4-06-510579-5 (édition limitée) | 20 mars 2019      | 978-2-30-207555-9 |
| Personnage en couverture : Yuîchi KatagiriListe des chapitres : - Ch. 43 : J'ai une grande annonce à vous faire ! - Ch. 44 : Tu es donc viré ! - Ch. 45 : Puisqu'on s'entend mieux... - Ch. 46 : J'ai quelque chose d'important à te dire... - Ch. 47 : Quelqu'un s'est échappé, c'est fini ! Résumé : Le "loup garou" impose aux autres de lui céder une certaine somme d'argent contre sa promesse de ne pas s'échapper ! Sera-t-il possible de découvrir son identité, et surtout de le doubler ? |                  |                                                                          |                   |                   |
| 11 | 9 mars 2018      | 978-4-06-511063-8                                                        | 28 août 2019      | 978-2-30-207788-1 |
| Personnage en couverture : Yutori KokorogiListe des chapitres : - Ch. 48 : Il nous faut plus d'argent ! - Ch. 49 : Nous ne sommes pas tous égaux. - Ch. 50 : Deuxième visage. - Ch. 51 : Bah... Ce sera notre secret ! - Ch. 52 : J'aimerais que vous vous battiez avec moi. Résumé : La première partie du jeu de l'amitié des adultes, la "prison de l'amitié", s'achève sur une éclatante victoire de Yûichi. Il ne leur reste "plus que" 400 millions de yens de dettes. Le prochain jeu, "All Bet Game", sera basé sur ce qu'il déteste le plus: les cartes. |                  |                                                                          |                   |                   |
| 12 | 9 août 2018      | 978-4-06-512321-8                                                        | 26 février 2020   | 978-2-30-207907-6 |
| Personnage en couverture : Kei ShinomiyaListe des chapitres : - Ch. 53 : Si on devait désigner un point faible, ce serait toi ! - Ch. 54 : Cette fois, c'est toi qui as perdu ! - Ch. 55 : Tout le monde respectera ça - Ch. 56 : Cette fois, c'est joué - Ch. 57 : Ta vraie nature est de douter des gens Résumé : Le « all bet game » convertit tout ce qui régit une vie en argent. Yutori et Kei tombent aux mains d'adversaires qui se sont alliés: Mishima et Kamishiro. Yûichi va alors tenter une partie de pouilleux contre ce dernier, qui possède « l'œil divin », mais... Croire ? Douter ? Qui est en train de se faire berner ? |                  |                                                                          |                   |                   |
| 13 | 9 janvier 2019   | 978-4-06-513865-6                                                        | 27 janvier 2021   | 978-2-30-209171-9 |
| Personnage en couverture : Kei ShinomiyaListe des chapitres : - Ch. 58 : Tu crois gagner comme ça ? - Ch. 59 : Vends-toi ! - Ch. 60 : J'ai peut-être parlé trop vite - Ch. 61 : Ce sera une belle partie - Ch. 62 : Tu veux vraiment le faire ? Résumé : Yutori se retrouve sous l'emprise de Kamishiro, qui la domine avec ses « yeux divins ». Alors que son jeu est découvert, Yuichi s'engage dans une dernière partie de pouilleux perdue d'avance ! Lequel des deux adversaires réussira à prendre la main, pendant un jeu à 500 millions de yens !? |                  |                                                                          |                   |                   |
| 14 | 7 juin 2019      | 978-4-06-515300-0                                                        | 22 septembre 2021 | 978-2-30-209172-6 |
| Personnage en couverture : Ren TôjôListe des chapitres : - Ch. 63 : Tu me prends pour qui ? - Ch. 64 : Maintenant c'est sûr - Ch. 65 : Technique infaillible - Ch. 66 : À partir de maintenant - Ch. 67 : Vous allez vous entretuer - Ch. 68 : Se faire des amis Résumé : Pour le dernier tour contre Satone Kaidô, qui n'a encore jamais perdu, Yûichi parie 800 millions au « lancer de pièce ». Gauche ? Droite ? Satone retrouve finalement son esprit de compétition jusqu'à arracher dans la main droite de Yûichi la preuve de sa défaite |                  |                                                                          |                   |                   |
| 15 | 9 décembre 2019  | 978-4-06-517469-2                                                        | 8 juin 2022       | 978-2-30-209740-7 |
| Personnage en couverture : Reiko TamaiListe des chapitres : - Ch. 69 : Hâte d'être au prochain défi - Ch. 70 : Ce type est... un monstre. - Ch. 71 : Chance unique ! - Ch. 72 : Surtout pas ça... Résumé : Un énorme jeu de cache-cache sur une île contre des morts de l'argent... Voici le « Battle Royale entre amis ». Fier d'avoir monté son équipe, le petit génie Kei Shinomiya arbore son éternel sourire... et contre toute attente, se fait éliminer d'entrée de jeu ?! La mystérieuse vérité semble de dévoiler petit à petit : qui est le véritable traître ? La première énigme est enfin résolue ! |                  |                                                                          |                   |                   |
| 16 | 7 août 2020      | 978-4-06-520320-0                                                        | 15 mars 2023      | 978-2-30-209766-7 |
| Liste des chapitres : - Ch. 73 : Tu m'as vue ? - Ch. 74 : Se serrer les coudes - Ch. 75 : Comme d'habitude - Ch. 76 : Lamentable - Ch. 77 : Yuichi est dangereux Résumé : Le véritable traitre, celui qui trompe son monde depuis le début, va enfin être percé à jour... Il va tout faire pour éliminer ceux qui ont découvert son identité : parfois en agissant dans l'ombre, parfois en intervenant violemment lui-meme, mais toujours avec cruauté envers les autres joueurs... Yuichi l'a t'il compris, ou est-il tombé dans le panneau aussi ?!? |                  |                                                                          |                   |                   |
| 17 | 9 décembre 2020  | 978-4-06-521671-2                                                        | 8 novembre 2023   | 978-2-30-209767-4 |
| Liste des chapitres : - Ch. 78 : C'est vraiment la fin - Ch. 79 : Ne plus en trouver le sommeil - Ch. 80 : Chasse à l'homme - Ch. 81 : Le meilleur choix - Ch. 82 : Alors crève Résumé : La bande de Yuichi est bien ébranlé par le véritable traitre. Les souvenirs remontent, et les doutes assaillent... Depuis quand étaient-ils observés, depuis quand sont-ils pris au piège ,!, L'affrontement entre les deux équipes fait rage, les trahisons et les retournements de veste se multiplient. Alors que plus personne ne parvient à garder foi en l'autre... Un dernier défenseur de la vérité revient sur le devant de la scène ! |                  |                                                                          |                   |                   |
| 18 | 9 juin 2021      | 978-4-06-523413-6                                                        | 13 mars 2024      | 978-2-30-209768-1 |
| Liste des chapitres : - Ch. 83 : Quelle perte de temps - Ch. 84 : Pas digne - Ch. 85 : Il va falloir choisir - Ch. 86 : Qui est encore en lice ? - Ch. 87 : Cette fois, c'est la dernière chance Résumé : Contre toute attente, Yuichi était en vie. Il connaissait même déjà l'identité du véritable traitre. La véritable identité de Shinji va également en perturber plus d'un. Ils vont alors improviser un "jeu d'échange d'otages". Dans ce "battle royale entre amis", que seule l'équipe ayant réuni cinq participants pourra remporter, la présence de Shinji et Shiho semble décisive ! |                  |                                                                          |                   |                   |
| 19 | 9 novembre 2021  | 978-4-06-525936-8                                                        | 26 décembre 2024  | 978-2-30-210336-8 |
| Liste des chapitres : - Ch. 88 : Dernier jeu - Ch. 89 : Le jeu le plus cruel - Ch. 90 : Echange de mots de passe - Ch. 91 : Faire semer le doute - Ch. 92 : Défendre la justice Résumé :Le dernier jeu de l'amitié consiste à se débarraser des amis dont on ne veut plus, le "jeu de l'ami tué". Après s'être fait expliquer les règles, Shiho rejoint un petit refuge et retrouve Yuichi, qui tient alors un discours difficilement acceptable. Alors qu'officiellement la violence est proscrite, un premier participant est retrouvé mort. Petit à petit, les manipulations internes la poussent à s'isoler, sachant qu'elle ne peu déjà plus faire confiance à Yuichi... Maintenant que le doute est semé dans les esprits, le dernier jeu risque de devenir également le pire de tous !         |                  |                                                                          |                   |                   |
| 20 | 8 avril 2022     | 978-4-06-527513-9                                                        |                   |                   |
| Liste des chapitres : - Ch. 93 : Soupçon de meurtre - Ch. 94 : Tribunal de justice - Ch. 95 : Plus qu'un ami - Ch. 96 : Procès tyrannique - Ch. 97 : Assumer sa justice Résumé :Le dernier jeu de l'amitié consiste à se débarrasser des amis dont on ne veut plus, le "jeu de l'ami tué". Plus le temps passe, plus la situation se complique pour Yuichi. Prise en étau entre son envie de lui faire confiance et ses doutes, Shiho finit elle aussi par etre mise à l'écart. C'est alors qu'une arme lui est confiée avec la mission personnelle de "punir un des joueurs"... Entre Gori, qui prétend protéger le bien, et Yutori qui affirme qu'il n'ya pas de victime... Pourra-t-elle percer la vérité, et surtout cette vérité sera-t-elle conforme à la "justice" ?!?                         |                  |                                                                          |                   |                   |
| 21 | 7 octobre 2022   | 978-4-06-529398-0                                                        |                   |                   |
| 22 | 7 avril 2023     | 978-4-06-530913-1                                                        |                   |                   |
| 23 | 8 août 2023      | 978-4-06-532591-9                                                        |                   |                   |
| 24 | 7 décembre 2023  | 978-4-06-533941-1                                                        |                   |                   |
| 25 | 9 mai 2024       | 978-4-06-535518-3                                                        |                   |                   |
| 26 | 8 octobre 2024   | 978-4-06-537018-6                                                        |                   |                   |

## Live-action
Un Drama de Jiro Nagae adaptant le manga en série en prise de vues réelles est également sorti sous le nom de Tomodachi Game. La saison est composée de quatre épisodes et a été diffusé sur Chiba TV du 3 avril 2017 au 24 avril 2017. La série a également été diffusée sur Teletama, Hokkaido TV, tvk, Kyushu Asahi (en) et sur la plateforme de streaming GYAO. Le rôle principal est tenu par Ryō Yoshizawa.
Par la suite, deux films toujours en prise de vues réelles et du même auteur, Tomodachi Game Gekijō-ban (トモダチゲーム 劇場版) et Tomodachi Game Gekijō-ban Final (トモダチゲーム 劇場版 FINAL) sortent au Japon respectivement le 3 juin 2017 et le 2 septembre 2017,.
Une nouvelle adaptation en drama est diffusée du 23 juillet 2022 10 septembre 2022 sur TV Asahi au Japon sous le nom de Tomodachi Game R4 avec Takurô Oikawa, Hajime Takezono et Toshiaki Kamada à la réalisation. Takuji Higuchi et Shinya Hokimoto s'occupent du scénario alors que Yoshinori Nakamuar compose la musique.

## Anime
Annoncée en novembre 2021 sous le nom de Tomodachi Game, la série est animée par le studio Okuruto Noboru et réalisée par Hirofumi Ogura. Kenta Ihara s'occupe du scénario, et Satomi Miyazaki, du design des personnages. Michiru compose la musique de la série et Hiroto Morishita dirige le son du Studio Mouse. La série est diffusée au Japon depuis le 6 avril 2022 jusqu'au 22 juin 2022 sur NTV, BS NTV et AT-X. La série est diffusée en simulcast sur Crunchyroll dans les pays francophones,. Depuis le 26 avril 2022, la plateforme diffuse également une version doublée en français de la série réalisée par le studio de doublage Time-Line Factory, sous la direction artistique de Mélanie Anne Paillié,.
Nana Mizuki interprète le générique de début intitulé Double Shuffle, tandis que le groupe de rock saji interprète le générique de fin intitulé Tomoshibi.

### Liste des épisodes
| No                      | Titre français                                           | Titre japonais                           | Titre japonais                                    | Date de 1re diffusion |
| No                      | Titre français                                           | Kanji                                    | Rōmaji                                            | Date de 1re diffusion |
| ----------------------- | -------------------------------------------------------- | ---------------------------------------- | ------------------------------------------------- | --------------------- |
| 1                       | Tiens ? Tu doutes de tes amis, Yûichi ?                  | あれ？友一君は友達を疑ってるの？         | Are? Yūichi-kun wa tomodachi o utagatteru no?     | 6 avril 2022          |
| [Chapitres 1-2]         |                                                          |                                          |                                                   |                       |
| 2                       | Vous avez sans doute plein de choses à vous dire...      | あるでしょ、話したいことが色々…          | Aru desho, hanashitai koto ga iroiro...           | 13 avril 2022         |
| [Chapitres 3-4-5]       |                                                          |                                          |                                                   |                       |
| 3                       | Cette fois, je ne peux pas croire ça                     | さすがにそれは信じられないって           | Sasuga ni sore wa shinjirarenaitte                | 20 avril 2022         |
| [Chapitres 5-6]         |                                                          |                                          |                                                   |                       |
| 4                       | Sérieux ? Ça me dégoûte, là...                           | これマジ？本気で引くんだけど             | Kore maji? Honki de hikun da kedo                 | 27 avril 2022         |
| [Chapitre 7]            |                                                          |                                          |                                                   |                       |
| 5                       | Tu es plutôt bête Yûichi, non ?                          | 友一君って結構バカなんだね               | Yūichi-kun tte kekkō baka nan da ne               | 4 mai 2022            |
| [Chapitre 8]            |                                                          |                                          |                                                   |                       |
| 6                       | Désolé, je peux pas être ami avec un meurtrier           | やっぱり〝人殺し〞とは友達になれないって | Hitogoroshi" to wa tomodachi ni narenaitte        | 11 mai 2022           |
| [Chapitres 9-10-11]     |                                                          |                                          |                                                   |                       |
| 7                       | Tu vas me rembourser 20 millions de ta vie               | 2000万円分の君の人生をもらうからね       | Nisenman'en-bun no kimi no jinsei o morau kara ne | 18 mai 2022           |
| [Chapitres 11-12-13-14] |                                                          |                                          |                                                   |                       |
| 8                       | Attendre, attendre… C'est ça, le Cache-cache de l'amitié | 待って待って待って…待ち続けるゲームだよ  | Matte matte matte... Machi tsuzukeru gēmu da yo   | 25 mai 2022           |
| [Chapitres 14-15]       |                                                          |                                          |                                                   |                       |
| 9                       | Grouille-toi de retourner ta veste !                     | さっさと“寝返り”しろよ                   | Sassato « Negaeri » shiro yo                      | 1er juin 2022         |
| [Chapitres 16-17]       |                                                          |                                          |                                                   |                       |
| 10                      | Finissons-en avec le 3e jeu !                            | 第三ゲーム終了ーっ！                     | Daisan gēmu shūryō!                               | 8 juin 2022           |
| [Chapitres 18-19-20]    |                                                          |                                          |                                                   |                       |
| 11                      | C'est vrai que tu ne tiens à rien ?                      | 君には“大事なもの”がないって本当？       | Kimi ni wa « Daiji na mono » ga naitte dontō?     | 15 juin 2022          |
| [Chapitres 20-21-22]    |                                                          |                                          |                                                   |                       |
| 12                      | Ce qui compte le plus pour moi, c'est...                 | 俺にとって一番大切なのは…                | Ore ni totte ichiban taisetsu na no wa...         | 22 juin 2022          |
| [Chapitres 23-24-25-26] |                                                          |                                          |                                                   |                       |

## Accueil
Le 9 août 2023, il a été annoncé dans le chapitre 115 que le manga a dépassé les 5,2 millions d'exemplaires en circulation à travers le monde.[réf. nécessaire]
En mai 2024, il a été annoncé dans le chapitre 124 que le manga a dépassé les 5,8 millions d'exemplaires en circulations à travers le monde.
En aout 2024, il a été annoncé dans le chapitre 127 que le manga a dépassé les 6 millions d'exemplaires en circulations à travers le monde.

## Voir également
- Dead Tube - Une autre série de manga écrite par Mikoto Yamaguchi.

### Annotations
1. ↑  Les titres français de l'adaptation en anime proviennent de Crunchyroll.

### Œuvres
Édition japonaise
Édition standard
1. 1 2 3  (ja) « トモダチゲーム（２５） », sur Kōdansha (consulté le 3 avril 2024)
2. 1 2  (ja) « トモダチゲーム（１） », sur Kōdansha (consulté le 6 avril 2022)
3. 1 2  (ja) « トモダチゲーム（２） », sur Kōdansha (consulté le 6 avril 2022)
4. 1 2  (ja) « トモダチゲーム（３） », sur Kōdansha (consulté le 6 avril 2022)
5. 1 2  (ja) « トモダチゲーム（４） », sur Kōdansha (consulté le 6 avril 2022)
6. 1 2  (ja) « トモダチゲーム（５） », sur Kōdansha (consulté le 6 avril 2022)
7. 1 2  (ja) « トモダチゲーム（６） », sur Kōdansha (consulté le 6 avril 2022)
8. 1 2  (ja) « トモダチゲーム（７） », sur Kōdansha (consulté le 6 avril 2022)
9. 1 2  (ja) « トモダチゲーム（８） », sur Kōdansha (consulté le 6 avril 2022)
10. 1 2  (ja) « トモダチゲーム（９） », sur Kōdansha (consulté le 6 avril 2022)
11. 1 2  (ja) « トモダチゲーム（１０） », sur Kōdansha (consulté le 6 avril 2022)
12. 1 2  (ja) « トモダチゲーム（１１） », sur Kōdansha (consulté le 6 avril 2022)
13. 1 2  (ja) « トモダチゲーム（１２） », sur Kōdansha (consulté le 6 avril 2022)
14. 1 2  (ja) « トモダチゲーム（１３） », sur Kōdansha (consulté le 6 avril 2022)
15. 1 2  (ja) « トモダチゲーム（１４） », sur Kōdansha (consulté le 6 avril 2022)
16. 1 2  (ja) « トモダチゲーム（１５） », sur Kōdansha (consulté le 6 avril 2022)
17. 1 2  (ja) « トモダチゲーム（１６） », sur Kōdansha (consulté le 6 avril 2022)
18. 1 2  (ja) « トモダチゲーム（１７） », sur Kōdansha (consulté le 6 avril 2022)
19. 1 2  (ja) « トモダチゲーム（１８） », sur Kōdansha (consulté le 6 avril 2022)
20. 1 2  (ja) « トモダチゲーム（１９） », sur Kōdansha (consulté le 6 avril 2022)
21. 1 2  (ja) « トモダチゲーム（２０） », sur Kōdansha (consulté le 6 avril 2022)
22. 1 2  (ja) « トモダチゲーム（２１） », sur Kōdansha (consulté le 31 août 2022)
23. 1 2  (ja) « トモダチゲーム（２２） », sur Kōdansha (consulté le 1er mars 2023)
24. 1 2  (ja) « トモダチゲーム（２３） », sur Kōdansha (consulté le 30 juin 2023)
25. 1 2  (ja) « トモダチゲーム（２４） », sur Kōdansha (consulté le 30 novembre 2024)
26. 1 2  (ja) « トモダチゲーム（２６） », sur Kōdansha (consulté le 10 septembre 2024)

Édition limitée
1. ↑  (ja) « トモダチゲーム（１０）特装版 », sur Kōdansha (consulté le 6 avril 2022)

Édition française
1. 1 2  « Friends Games T01 », sur Soleil Manga (consulté le 6 avril 2022)
2. 1 2  « Friends Games T02 », sur Soleil Manga (consulté le 6 avril 2022)
3. 1 2  « Friends Games T03 », sur Soleil Manga (consulté le 6 avril 2022)
4. 1 2  « Friends Games T04 », sur Soleil Manga (consulté le 6 avril 2022)
5. 1 2  « Friends Games T05 », sur Soleil Manga (consulté le 6 avril 2022)
6. 1 2  « Friends Games T06 », sur Soleil Manga (consulté le 6 avril 2022)
7. 1 2  « Friends Games T07 », sur Soleil Manga (consulté le 6 avril 2022)
8. 1 2  « Friends Games T08 », sur Soleil Manga (consulté le 6 avril 2022)
9. 1 2  « Friends Games T09 », sur Soleil Manga (consulté le 6 avril 2022)
10. 1 2  « Friends Games T10 », sur Soleil Manga (consulté le 6 avril 2022)
11. 1 2  « Friends Games T11 », sur Soleil Manga (consulté le 6 avril 2022)
12. 1 2  « Friends Games T12 », sur Soleil Manga (consulté le 6 avril 2022)
13. 1 2  « Friends Games T13 », sur Soleil Manga (consulté le 6 avril 2022)
14. 1 2  « Friends Games T14 », sur Soleil Manga (consulté le 6 avril 2022)
15. 1 2  « Friends Games T15 », sur Soleil Manga (consulté le 13 avril 2022)
16. 1 2  « Friends Games T16 », sur Soleil Manga (consulté le 18 janvier 2023)
17. 1 2  « Friends Games T17 », sur Soleil Manga (consulté le 30 juin 2023)
18. 1 2  « Friends Games T18 », sur Soleil Manga (consulté le 17 janvier 2024)
19. 1 2  « Friends Games T19 », sur Soleil Manga (consulté le 6 novembre 2024)